# Альта (притока Трубежа)
Альта, Ільтиця — річка в Україні, у Бориспільському й Броварському районах Київської області. Права притока Трубежа (басейн Дніпра).

## Назва
- Альта, І́льтиця — сучасна українська назва.
- Льто (д.-рус. Льто) — згадується в руських літописах[3]. Також — Льта, Олто.

За припущеннями деяких топонімістів, назва цієї річки подібна до назви річки Олт, лівої притоки Дунаю. Раніше вважали, що назву Олт на береги Дунаю принесли слов'яни, проте нові дослідження, зокрема О. М. Трубачова, показали зворотне. Саме Альта послужила прототипом назви річки Олти. Як зазначає О. С. Стрижак, назва означає «текти».

## Опис
Довжина річки 46 км, похил річки — 0,25 м/км. Площа басейну 492 км². Наразі, річка дуже засмічена, через що надзвичайно швидко сповільнена течія. За літо русло річки сильно заростає водоростями та ряскою. У 2020 році було розпочато роботи щодо розчищення берегової лінії від вулиці Шкільної до вулиці Богдана Хмельницького. Стосовно можливості продовження очищення русла вище за течією та в місці впадання Альти в Трубіж наразі інформація відсутня та не анонсувалась керівництвом адміністрації міста.

## Розташування
Бере початок у Любарцях. Тече переважно на південний схід через Поділля і у Переяславу впадає у річку Трубіж, ліву притоку Дніпра.
Населені пункти вздовж берегової смуги: Васелинівка, Мазинки, Харківці, Дем'янці. Поблизу сіла Поділля на березі річки розташований парк-пам'ятка садово-паркового мистецтва «Альта».

## Світлина

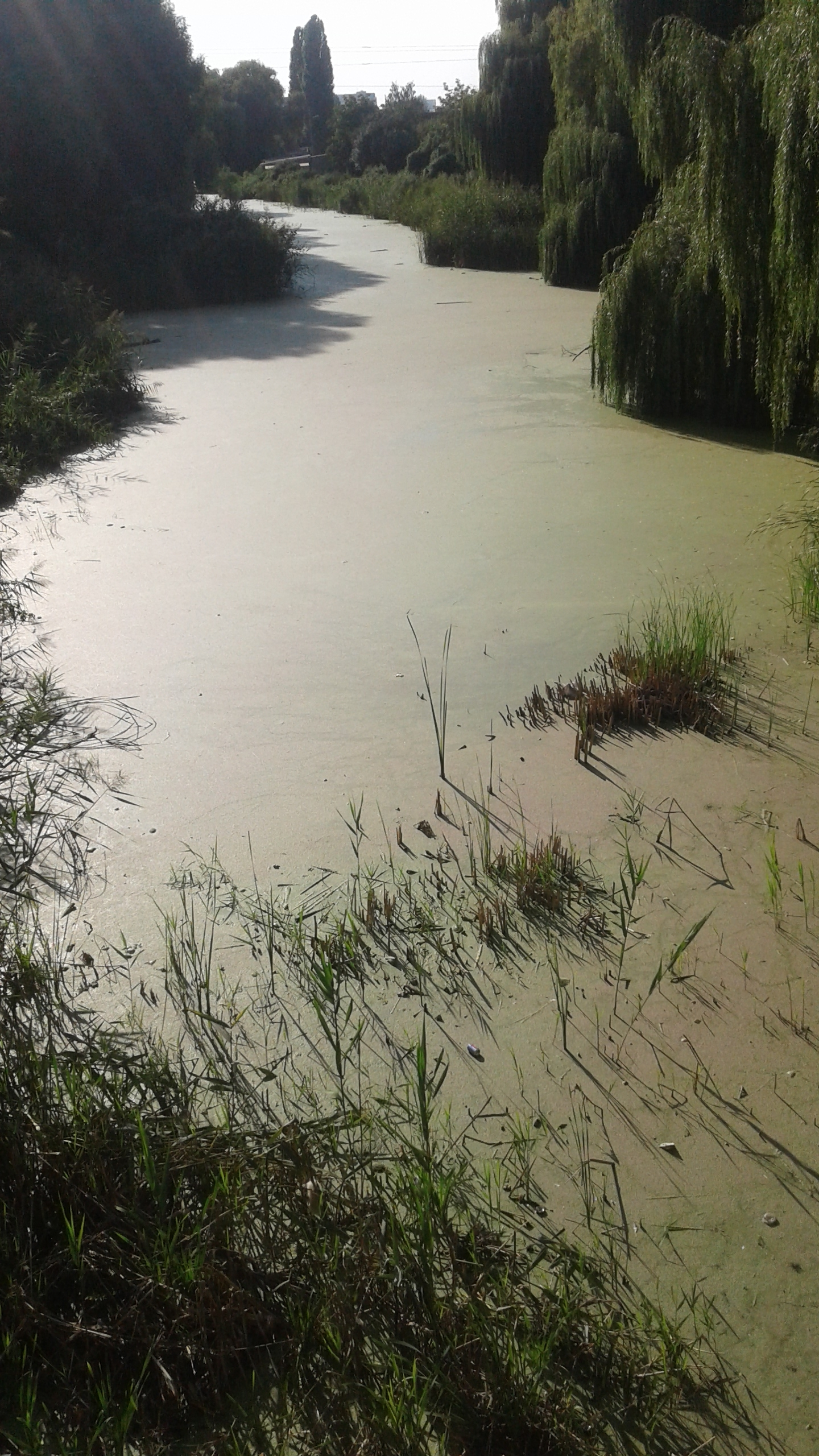
Річка Альта у 2018 році

## Історія
На річці Альта під Переяславом в ніч на 25 травня 1630 року селянсько-козацьке військо під проводом гетьмана Тараса Федоровича (в народі Тарас Трясило) перемогли військо польської шляхти коронного гетьмана Станіслава Конецьпольского. Цю історичну подію оспівав Т. Г. Шевченко у поемі «Тарасова ніч».